# Seznam dílů seriálu Two Sentence Horror Stories
Toto je seznam dílů seriálu Two Sentence Horror Stories. Americký antologický hororový televizní seriál Two Sentence Horror Stories byl vysílán od 8. srpna 2019 do 20. února 2022 na stanici The CW. Celkem bylo odvysíláno 30 dílů ve třech řadách seriálu.

## Přehled řad
| Řada | Díly | Premiéra v USA | Premiéra v USA |
| Řada | Díly | První díl      | Poslední díl   |
| ---- | ---- | -------------- | -------------- |
| 1    | 10   | 8. srpna 2019  | 19. září 2019  |
| 2    | 10   | 12. ledna 2021 | 16. února 2021 |
| 3    | 10   | 16. ledna 2022 | 20. února 2022 |

## Seznam dílů

### První řada (2019)
| Č. v seriálu | Č. v řadě | Původní název   | Režie                        | Scénář                                                 | Premiéra v USA |
| ------------ | --------- | --------------- | ---------------------------- | ------------------------------------------------------ | -------------- |
| 1            | 1         | Gentleman       | Natalia Lyudin               | C. S. McMullen                                         | 8. srpna 2019  |
| 2            | 2         | Squirm          | Vera Miao                    | Vera Miao                                              | 8. srpna 2019  |
| 3            | 3         | Legacy          | Vera Miao                    | Pornsak Pichetshote                                    | 15. srpna 2019 |
| 4            | 4         | Hide            | Rania Attieh a Daniel Garcia | Leon Hendrix III, Sehaj Sethi a Stephanie Adams-Santos | 15. srpna 2019 |
| 5            | 5         | Scion           | Natalia Lyudin               | Sehaj Sethi                                            | 22. srpna 2019 |
| 6            | 6         | Tutorial        | Tayarisha Poe                | C. S. McMullen                                         | 29. srpna 2019 |
| 7            | 7         | Only Child      | Nikyatu                      | Leon Hendrix III                                       | 5. září 2019   |
| 8            | 8         | Little Monsters | Tayarisha Poe                | Vera Miao                                              | 12. září 2019  |
| 9–10         | 910       | Trilogy         | Vera Miao a JD Dillard       | Vera Miao                                              | 19. září 2019  |

### Druhá řada (2021)
| Č. v seriálu | Č. v řadě | Původní název   | Režie                        | Scénář                                 | Premiéra v USA |
| ------------ | --------- | --------------- | ---------------------------- | -------------------------------------- | -------------- |
| 11           | 1         | Bag Man         | Kimani Ray Smith             | Vera Miao a Leon Hendrix III           | 12. ledna 2021 |
| 12           | 2         | Elliot          | Chase Joynt                  | Stephanie Adams-Santos                 | 12. ledna 2021 |
| 13           | 3         | Instinct        | Kailey Spear a Sam Spear     | Sehaj Sethi                            | 19. ledna 2021 |
| 14           | 4         | Imposter        | Jen Liao                     | Pornsak Pichetshote                    | 19. ledna 2021 |
| 15           | 5         | Quota           | Lynne Stopkewich             | Melody Cooper                          | 26. ledna 2021 |
| 16           | 6         | Fix             | Rania Attieh a Daniel Garcia | Kristine Huntley                       | 26. ledna 2021 |
| 17           | 7         | Essence         | Bola Ogun                    | Megan Rosati                           | 2. února 2021  |
| 18           | 8         | El Muerto       | Rania Attieh a Daniel Garcia | Lucy Luna a Carlos Foglia              | 9. února 2021  |
| 19           | 9         | Ibeji           | Bola Ogun                    | Melody Cooper a Stephanie Adams-Santos | 16. února 2021 |
| 20           | 10        | Manifest Destin | Kimani Ray Smith             | Ryan Harris a Migizi Pensoneau         | 16. února 2021 |

### Třetí řada (2022)
| Č. v seriálu | Č. v řadě | Původní název      | Režie                    | Scénář                                | Premiéra v USA |
| ------------ | --------- | ------------------ | ------------------------ | ------------------------------------- | -------------- |
| 21           | 1         | Crush              | Kailey Spear a Sam Spear | Amy Do Thurlow                        | 16. ledna 2022 |
| 22           | 2         | Plant Life         | Vera Miao                | Stephanie Adams-Santos                | 16. ledna 2022 |
| 23           | 3         | Toxic              | Chase Joynt              | Liz Alper                             | 23. ledna 2022 |
| 24           | 4         | Teatime            | Kailey Spear a Sam Spear | Stephanie Adams-Santos                | 23. ledna 2022 |
| 25           | 5         | Teeth              | Kathleen Hepburn         | Lisa Morales                          | 30. ledna 2022 |
| 26           | 6         | The Killer Inside  | Heidi Saman              | Sehaj Sethi                           | 30. ledna 2022 |
| 27           | 7         | Patel Motel Cartel | Nimisha Mukerji          | Sehaj Sethi                           | 6. února 2022  |
| 28           | 8         | Erased             | Albert Shin              | Liz Alper                             | 6. února 2022  |
| 29           | 9         | Heirloom           | DuBois Ashong            | Lekethia Dalcoe                       | 20. února 2022 |
| 30           | 10        | Homecoming         | Chaves Olmos             | Stephanie Adams-Santos a Lisa Morales | 20. února 2022 |